# Leroy Hulsey
John Leroy Hulsey (* 1941 in den Vereinigten Staaten) ist ein US-amerikanischer Bauingenieur und war bis 2020 Hochschullehrer an der University of Alaska Fairbanks (UAF). Dort leitete er eine Abteilung an der Fakultät College of Engineering and Mines. Seine Fachgebiete waren Brückenbau und die Wirkung von Extremtemperaturen auf Gebäudestrukturen.
Seit 2015 sollte Hulsey im Auftrag der Architects and Engineers for 9/11 Truth (AE911Truth) den Einsturz des World Trade Center 7 (WTC 7) untersuchen. Seit November 2016 behauptete er, Feuer als Einsturzursache des Gebäudes sei ausgeschlossen. Dies bekräftigte er im September 2019 und März 2020 mit zwei Texten, die er auf dem Dokumentenserver seiner Universität veröffentlichte. Seine Auftragsstudie wird für Verschwörungstheorien zum 11. September 2001 verwendet und wurde wissenschaftlich nicht rezipiert.

## Ausbildung
Hulsey studierte ab 1965 an der Missouri School of Mines and Metallurgy und erhielt dort 1967 einen Master of Science als Bauingenieur. Von 1968 bis 1971 absolvierte er ein postgraduales Studium an dieser zur University of Missouri-Rolla umbenannten Hochschule (heute Teil des University of Missouri Systems). 1976 promovierte er dort zum Ph.D. im Fach Konstruktiver Ingenieurbau. 2020 wurde er emeritiert.

## Auftragsstudie zu WTC 7
Ab 2015 sollte Hulsey im Auftrag von AE911Truth die siebenjährige Untersuchung des National Institute of Standards and Technology (NIST) zum WTC 7 entkräften und andere Einsturzursachen finden. Dazu erhielt er nach eigenen Angaben mehr als 316.000 US-Dollar. Schon in der Projektbeschreibung bestritten er und sein Team (ein weiterer promovierter Bauingenieur und ein Doktorand) das NIST-Ergebnis, dass infolge der Terroranschläge am 11. September 2001 von Trümmerschäden ausgelöste fast siebenstündige Brände das WTC 7 einstürzen ließen. Man habe die strukturelle Reaktion auf die Brände und das Versagen tragender Elemente mit einem Computermodell und zwei Simulationsprogrammen studiert. Die Simulation sei fast abgeschlossen, schließe Feuer als Einsturzursache aus und zeige, dass der gesamte Gebäudekern wie optisch beobachtet fast gleichzeitig versagt habe.
Dies vertrat Hulsey seit September 2016 in öffentlichen Vorträgen. Die Studie sollte ursprünglich im April 2017, dann bis Anfang 2018 fertiggestellt sein. Im September 2017 veröffentlichte Hulseys Team seinen Vortragstext als Progress report ohne Fußnoten und Quellenangaben, verwies auf einen notwendigen, noch ausstehenden Peer-Review und lud Leser dazu ein.
Am 27. März 2018 gab Hulsey bekannt, unerwartete Probleme hätten den Abschluss der Studie verzögert. Man sei noch dabei, hypothetische Einsturzmechanismen zu studieren und das Gebäudeversagen zu simulieren. Ziel sei, mit hoher Wahrscheinlichkeit festzustellen, welche Versagensabfolge den beobachteten Einsturz bewirkt haben könne, welche nicht. Man werde die Studie erst veröffentlichen, wenn man die wahrscheinlichen und die unmöglichen Ursachen voll verstanden habe. Daher werde man kein genaues Publikationsdatum ankündigen.
Im September 2019 präsentierte Hulsey seine Ergebnisse in einem Vortrag an seiner Universität und veröffentlichte dann eine als draft („Entwurf“) bezeichnete Fassung des angekündigten Abschlussberichts. Dieser erschien im März 2020 und präsentierte die Ausgangsthese als Schlussfolgerung: Entgegen den Ergebnissen von Untersuchungen des NIST und Privatfirmen hätten nicht Feuer, sondern das fast gleichzeitige Versagen aller Trägersäulen den Einsturz des WTC7 verursacht.
Außer einigen britischen Boulevardblättern erwähnten nur zwei Schweizer Tageszeitungen Hulseys Entwurf. Das Tagblatt.ch folgerte: Obwohl Hulsey das Wort Sprengung (demolition) vermeide, lege er diese Einsturzursache nahe und lasse kaum einen anderen Schluss zu. Wissenschaftler und Wissenschaftsjournalisten wie Holm Hümmler, Bernd Harder und andere ordneten Hulseys Entwurf als pseudowissenschaftliche Argumentationshilfe für Anhänger von 9/11-Verschwörungstheorien ein, verwiesen auf gravierende Mängel und darauf, dass Hulseys Computermodell schon 2017 als untaugliches Analysemittel entkräftet worden war.